# Oscar de la meilleure chorégraphie
L’Oscar de la meilleure chorégraphie (Academy Awards for Best Dance Direction) est une récompense cinématographique américaine décernée chaque année, de 1936 et 1938 par l'Academy of Motion Picture Arts and Sciences (AMPAS), laquelle décerne également tous les autres Oscars.
Elle récompensait un chorégraphe pour son travail sur un ou plusieurs numéros musicaux dans un ou plusieurs films.

## Palmarès
Note : L'année indiquée est celle de la cérémonie, récompensant les films tournées au cours de l'année précédente. Les lauréats sont indiqués en tête de chaque catégorie et en caractères gras.
- 1936 : Dave Gould pour « I've Got a Feeling You're Fooling » – Broadway Melody 1936 (Broadway Melody of 1936) et « Straw Hat » – Folies-Bergère (Folies Bergere)
  - Busby Berkeley pour « Lullaby of Broadway » et « Words Are in My Heart » – Palace Hôtel (Gold Diggers of 1935)
  - Bobby Connolly pour « Playboy from Paree » – Broadway Hostess et « Latin from Manhattan » – Casino de Paris (Go Into Your Dance)
  - Sammy Lee pour « Lovely Lady » et « Too Good to Be True » – King of Burlesque
  - Hermes Pan pour « Top Hat » – Le Danseur du dessus (Top Hat)
  - LeRoy Prinz pour « Viennese Waltz » – Sa Majesté s'amuse (All the King's Horses) et « Elephant Number », « It's the Animal in Me » – Symphonie burlesque (The Big Broadcast of 1936)
  - B. Zemach pour « Hall of Kings » – La Source de feu (She)
- 1937 : Seymour Felix pour « A Pretty Girl Is Like a Melody » – Le Grand Ziegfeld (The Great Ziegfeld)
  - Busby Berkeley pour « Love and War » – En parade (Gold Diggers of 1937)
  - Bobby Connolly pour « 1000 Love Songs » – Caïn et Mabel (Caïn et Mabel)
  - Dave Gould pour « Swingin' the Jinx » – L'amiral mène la danse (Born to Dance)
  - Jack Haskell (de) pour « Skating Ensemble » – Tourbillon blanc (One in a Million)
  - Hermes Pan pour « Bojangles » – Sur les ailes de la danse (Swing Time)
  - Russell Lewis pour « The Finale » – Le Danseur pirate ou Valses bleues (Dancing Pirate)
- 1938 : Hermes Pan pour « Fun House » – Une demoiselle en détresse (A Damsel in Distress'')
  - Busby Berkeley pour « The Finale » – Varsity Show
  - Bobby Connolly pour « Too Marvelous for Words » – Ready, Willing and Able
  - Dave Gould pour « All God's Children Got Rhythm » – Un jour aux courses (A Day at the Races)
  - Sammy Lee pour « Swing Is Here to Stay » – Nuits d'Arabie (Ali Baba goes to Town)
  - Harry Losee pour « Prince Igor Suite » – Le Prince X (Thin Ice)
  - LeRoy Prinz pour « Luau » – L'Amour à Waikiki (Waikiki Wedding)